# خافيير غوارينو
خافيير غوارينو (بالإسبانية: Javier Guarino) هو لاعب كرة قدم أوروغواياني في مركز الهجوم، ولد في 16 أبريل 1986 في سالتو في الأوروغواي. لعب مع بي إي سي زفوله وبيلا فيستا وديبورتيفو بيتابا وديفينسور سبورتينغ ونادي كاراكاس ونادي لوكوموتيف بلوفديف.

## وصلات خارجية
- خافيير غوارينو على موقع قاعدة بيانات كرة القدم.إي يو (الإنجليزية)
- خافيير غوارينو على موقع Soccerway.com (الإنجليزية)